# Rashid Siunyáiev
Rashid Alíyevich Siunyáiev (en cirílico: Раши́д Али́евич Сюня́ев) (Taskent, República Socialista Soviética de Uzbekistán, Unión Soviética, 1 de marzo de 1943) es un astrofísico ruso de ascendencia tártara. Desde 1992 pertenece a la Academia de Ciencias de Rusia.

## Biografía
Rashid Siunyáiev nació en 1943 en la entonces República Socialista Soviética de Uzbekistán —ahora República de Uzbekistán—. Egresó del Instituto de Física y Tecnología de Moscú en 1966. Desde 1992 es jefe científico del Instituto de Investigaciones Espaciales de Rusia.
Siunyáiev, junto a Yákov Zeldóvich, describió la teoría conocida como efecto Siunyáiev-Zeldóvich, relacionada con la radiación de fondo de microondas.

## Honores y premios
- Premio Bruno Rossi de la American Astronomical Society en 1988.
- Miembro extranjero de la Academia Nacional de Ciencias de Estados Unidos desde 1991.
- Medalla de oro de la Real Sociedad Astronómica en 1995.
- Medalla Bruce en 2000.
- Premio Alexander Friedmann de la Academia de Ciencias de Rusia en 2002.
- Premio Dannie Heineman de Astrofísica en 2003.
- Premio Gruber de Cosmología en 2003.
- Premio Crafoord en 2008.
- Henry Norris Russell Lectureship en 2008.
- Medalla Karl Schwarzschild de la Astronomische Gesellschaft en 2008.
- Premio Internacional Rey Faisal para la Ciencia (Física) en 2009.
- Premio Kioto en 2011.
- Medalla Benjamin Franklin (Física) en 2012.